# Twin Crater
Der Twin Crater (englisch für Zwillingskrater) ist ein Vulkankrater auf der Hut-Point-Halbinsel im Südwesten der antarktischen Ross-Insel. Er liegt hinter der McMurdo-Station und 800 m westlich des Crater Hill.
Frank Debenham, Teilnehmer der britischen Terra-Nova-Expedition (1910–1913), benannte ihn Middle Crater (englisch für Mittelkrater) aufgrund seiner relativen geografischen Lage zwischen dem First Crater und dem Crater Hill. Diese Benennung ist heute nicht mehr aktuell. Seinen jetzigen deskriptiven Namen verdankt er den zwei Vulkankegeln, die innerhalb des Kraters aufragen. Dieser wird seit mindestens 1971 auf Landkarten und in Berichten verwendet. Das Advisory Committee on Antarctic Names anerkannte die Benennung am 19. Juni 2000, das New Zealand Antarctic Place-Names Committee folgte am 20. Februar 2001.